# Jordi Parramon i Blasco
Jordi Parramon i Blasco (Barcelona, 1956) és un traductor, filòleg i autor català.
Es va doctorar en Filologia Catalana a la Universitat de Barcelona. És autor de quatre llibres de poesia i de l'assaig Repertori mètric de la poesia catalana medieval (1992). També ha desplegat una important tasca com a traductor, en què destaca especialment la versió catalana de Les metamorfosis d'Ovidi (1996).

## Obra
Obra pròpia
- 1974. "Dolç Àngel" de Màrius Torres: Un assaig d'anàlisi mètrica
- 1981. Compromís amb la forma.
- 1987. Dotze cançons amb tornada.
- 1990. Personatge Isòsceles.
- 1992. Repertori mètric de la poesia catalana medieval.
- 1992. Quadern del seny pretès.
- 1994. Claustres i àgores.
- 1995. Fugacitats.
- 1996. Diccionari de mitologia grega i romana.
- 1997. Ausiàs March al volant i altres poemes.
- 1998. Diccionari de poètica.
- 1999. Primer recull factici: poesies 1981-1997.
- 1999. Ritmes clàssics: la mètrica quantitativa i la seva adaptació accentual.
- 2002. Poesies inèdites.
- 2003. A l'última ribera.

Traduccions
- 1996. Les metamorfosis d'Ovidi (Premi Cavall Verd de traducció poètica)
- 1999. Poesies completes de Catul.
- 2000. Amors d'Ovidi.
- 2004. Primer llibre d'elegies de Properci.
- 2008. Tragèdies selectes. Pierre Corneille.